# Teatralna (stacja metra)
Teatralna (ukr. Театральна) – jedna ze stacji kijowskiego metra na linii Swjatoszynśko-Browarśkiej. Została otwarta 6 listopada 1987 roku między stacjami Uniwersytet, a Chreszczatyk jako punkt przesiadkowy na stację Zołoti worota obsługującą linię Syrećko-Peczerśką.
Nazwa stacji pochodzi od Opery Kijowskiej znajdującej się kilka przecznic dalej i Narodowego Akademickiego Teatru Dramatu Rosyjskiego znajdującego się przy wejściu do metra. Do 1992 roku nosiła nazwę Leninska.
25 lutego 2014 roku, po fali protestów, zakryto płaskorzeźbę Włodzimierza Lenina znajdującą się na ścianie w holu stacji.